# Felix Zandman
Felix Zandman (en polaco: Feliks Zandman; 7 de mayo de 1928 - 4 de junio de 2011) fue un empresario nacido en Polonia y fundador de Vishay Intertechnology, uno de los mayores fabricantes mundiales de componentes electrónicos. De 1946 a 1949 estudió física e ingeniería en Francia en la Universidad de Nancy. Paralelamente, se inscribió en una Gran Escuela de Enseñanza de Ingeniería (École Nationale Supérieure d'Electricité et de Mécanique). Recibió un doctorado. en la Sorbona como físico en un tema de fotoelasticidad. En 1962 recibió la medalla Edward Longstreth del Franklin Institute.

## Infancia
Felix Zandman nació en una familia judía en Grodno, en la Segunda República Polaca (ahora Bielorrusia) y vivió en Kresy hasta la invasión nazi-soviética de Polonia. Después de la operación alemana Barbarroja, en octubre de 1941, a la edad de 14 años llegó al Grodno Ghetto (liquidado por los nazis a fines de 1942) con padres, hermanas, abuelos y muchos otros parientes. Sobrevivió al Holocausto gracias a una familia de polacos Jan y Anna Puchalski que lo escondieron a él y a su tío durante 17 meses. Su escondite principal era un refugio de 170 cm de largo, 150 cm de ancho y 120 cm de alto.
Felix Zandman compartió este escondite con otros tres refugiados judíos. Uno de ellos, su tío Sender Freydowicz, le enseñó trigonometría y matemáticas avanzadas en las largas horas de oscuridad. El avance del ejército soviético los liberó en julio de 1944. Se quedó con otros sobrevivientes en Polonia hasta que pudo emigrar legalmente a Francia en el verano de 1946.

## La vida profesional como emprendedor
En 1960, Felix Zandman y Sidney J. Stein presentan un desarrollo de película de resistencia y ponen en práctica el potencial de esta invención, basado en inventos realizados por investigadores anteriores que sabían cómo crear una industria, de un componente eléctrico de muy alta estabilidad. Este componente se llamó resistencia de lámina metálica y, a pesar de los problemas encontrados y de trabajar con muchos colaboradores, pudo desarrollar esta resistencia, lo que le dio una alta precisión y, sobre todo, una estabilidad ante cambios extremos de temperatura, como los encontrados en la industria aeronáutica y espacial. En esencia, la resistencia de lámina metálica, es un componente formado por una base de cerámica y unido a él un metal con un espesor pequeño. La idea de Zandman fue la siguiente, suponiendo que el componente está a temperatura ambiente y luego la temperatura aumenta, la resistencia eléctrica del metal debido al aumento de temperatura también aumenta, a medida que la temperatura aumenta, el metal tiende a aumentar su longitud, se expande, pero al pegarse a una estructura cerámica con un grosor mucho mayor, el metal no puede expandirse y su grosor aumenta, con una reducción en la resistencia eléctrica, con lo cual el efecto de una mayor resistencia se compensa y casi no cambia.
Con este fin, fundó, en 1962, la empresa Vishay Intertechnology, Inc. Su pariente, Alfred P. Slaner, proporcionó apoyo financiero para la financiación inicial. La compañía se ha convertido en una compañía Fortune 1000 con muchas subsidiarias y más de 22,000 empleados en todo el mundo. Vishay Intertechnology (NYSE: VSH) es una empresa que cotiza en bolsa con una capitalización de mercado de más de mil millones de dólares.